# Инструментоведение

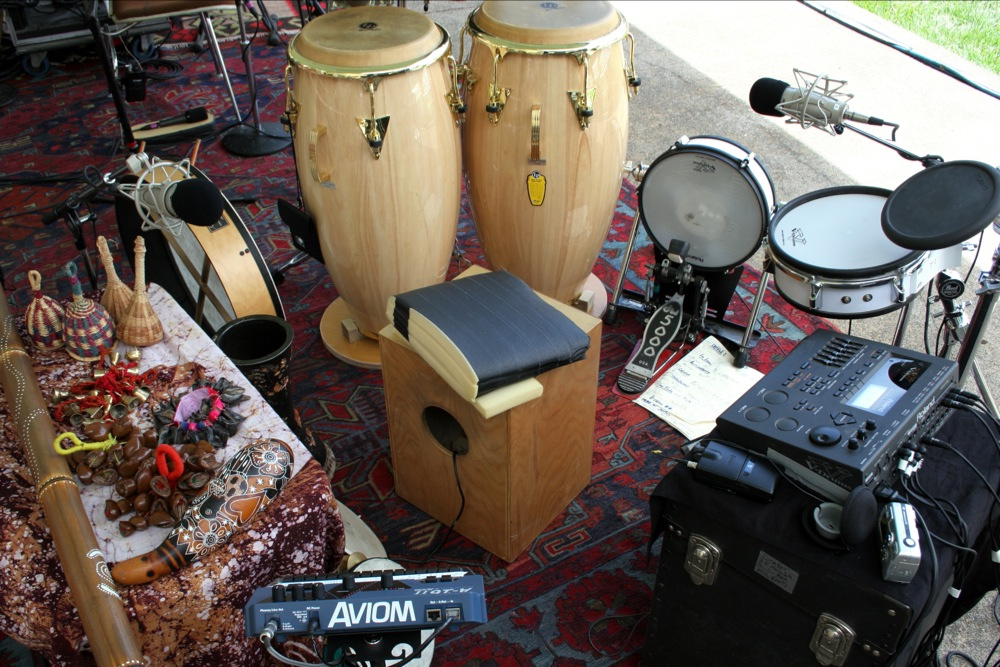
Музыкальные Инструменты

Инструментове́дение — отрасль музыковедения, которая занимается изучением музыкальных инструментов, их конструкции, тембровых и акустических свойств, а также классификацией их типов и видов. По модели западноевропейских исследований, эта отрасль знания иногда именуется также «органологией».

## Исторический очерк
Попытки систематического описания музыкальных инструментов отмечаются начиная с древности (в греческих трактатах Платона, Аристоксена, в латинской традиции у Исидора Севильского и др.). На арабском Востоке классификацией и описанием музыкальных инструментов занимались аль-Фараби (X в.) и Абдулгадир Мараги (XIV в.). Первые систематические и подробные описания музыкальных инструментов были сделаны немецкими теоретиками музыки XVI и XVII веков. Они даны в трактатах Себастьяна Вирдунга («Musica getuscht und ausgezogen…»), Мартина Агриколы («Musica instrumentalis deudsch») и Михаэля Преториуса («Syntagma musicum»). В России изучению музыкальных инструментов (в том числе народных) уделяли внимание В.Ф. Одоевский, М.Д. Резвой, Д.И. Языков. На Западе в XIX веке получил распространение «Большой трактат об оркестровке» Г. Берлиоза; большой вклад в изучение инструментов внёс французский инструментальный мастер В.-Ш. Маийон.
Современная употребительная классификация музыкальных инструментов, разработанная в Германии в начале XX века, принадлежит Э.М. фон Хорнбостелю и К. Заксу. Известны также труды С. Адлера[уточнить] и У. Пистона[уточнить]. Во второй половине XX века в СССР получили распространение труды по инструментоведению Д. Р. Рогаля-Левицкого и М. И. Чулаки, «Таблицы по инструментоведению» Л. И. Мальтера. В XXI веке учебник по инструментоведению опубликовал С. С. Попов.
В XXI веке значение дисциплины «Инструментоведение» в системе подготовки профессиональных музыкантов сильно возросло.
С 1997 года под эгидой Министерства культуры РФ Российский институт истории искусств РАН проводит научные конференции с публикацией аннотированных материалов в периодическом издании «Вопросы инструментоведения».

### Специализированное издание
- Вопросы инструментоведения. Выпуск 3: Сборник рефератов. — СПб.: Российский Институт истории искусств, 1997. — 154 с. — 500 экз. — ISBN 5-86845-017-5.
- Вопросы инструментоведения. Выпуск 6: Материалы Шестой Международной инструментоведческой конференции "Благодатовские чтения" (Санкт-Петербург, 3-6 декабря 2007 года). — СПб.: Российский Институт истории искусств, 2010. — 200 с. — 150 экз. — ISBN 978-5-86845-131-7.

- Привалов Н. И. Музыкальные духовые инструменты русского народа. Санкт-Петербург, 1906–1908.
- Sachs С. Handbuch der Musikinstrumentenkunde. 2te Aufl. Leipzig,1930 (и мн. репринты).
- Sachs C. The history of musical instruments. New York, 1940.
- Рогаль-Левицкий Д. Р. Современный оркестр. Т. 1–4. — М., 1953–1956.
- Чулаки М. Инструменты симфонического оркестра. — М., 1956. (переиздания 1962, 1972, 1983, 2004).
- Мальтер Л. И. Таблицы по инструментоведению <...>. 3-е изд. — М., 1972.
- Мальтер Л. И. Инструментоведение в нотных образцах: Симфонический оркестр. — Москва: Советский композитор, 1981.
- Розанов В. Инструментоведение. Пособие для руководителей оркестров народных инструментов. — Москва, 1981.
- Коляда Е. И. Музыкальные инструменты в Библии. Энциклопедия. —   Москва, 2003.
- Сергеев М. В. Инструментоведение как наука // Инструментальное искусство на рубеже XX-XXI веков. Проблемы современного творчества, исполнительства, педагогики. – СПб.: Издательство РГПУ им. А.И.Герцена, 2004. — С. 2-8.
- Музыкальные инструменты. Энциклопедия, под ред. М.В. Есиповой. Москва, 2008.
- Попов С. С. Инструментоведение: учебник. — 4-е изд., перераб. — Санкт-Петербург: Лань: Планета музыки, 2022. — 440 с. — ISBN 978-5-8114-9738-6.